# Patrz jak kręcą
Patrz jak kręcą (ang. See How They Run) – amerykańsko-brytyjska komedia kryminalna z 2022 roku w reżyserii Toma George'a. W głównych rolach wystąpili w niej Sam Rockwell, Saoirse Ronan i Adrien Brody. Film miał premierę 8 września 2022 roku.

## Fabuła
W latach 50. na londyńskim West Endzie dochodzi do śmierci jednego z członków ekipy pracującej nad filmową adaptacją znanej sztuki teatralnej. Do rozwiązania sprawy domniemanego morderstwa wyznaczeni zostają strudzony życiem inspektor Stoppard oraz pomagająca mu młoda policjantka Stalker.

## Obsada
- Sam Rockwell jako inspektor Stoppard
- Saoirse Ronan jako konstabl Stalker
- Adrien Brody jako Leo Kopernick
- Ruth Wilson jako Petula Spencer
- Reece Shearsmith jako John Woolf
- Harris Dickinson jako Dickie Attenborough
- David Oyelowo jako Mervyn Cocker-Norris
- Charlie Cooper jako Dennis Corrigan
- Pippa Bennett-Warner jako Ann Saville
- Pearl Chanda jako Sheila Sim
- Sian Clifford jako Edana Romney
- Jacob Fortune-Lloyd jako Gio
- Shirley Henderson jako Agatha Christie
- Tim Key jako komisarz Harrold Scott[1]
- Lucian Msamati jako Max Mallowan